# 真北方向角
真北方向角（しんぽくほうこうかく）とは、「平面直角座標系」（公共座標系）において生じる、方位角と方向角との差もしくは子午線収差。
任意の点Pが座標系原点を通る子午線上にない場合には方位角と方向角は一致せず、こうした差を生じさせる。
平面直角座標系の日本の測量分野では、任意の点Aにおいて別の点Bの方位角と、点Aを通る子午線北方向を基準に右回り（時計回り）に測った角。また公共測量において主に使用される公共座標系において、任意の点Aにおいて別の点Bの方向角と点Aを通る平面直角座標系のX軸と平行な線のプラス方向（北）を基準に右回りに測った角をいう。
X軸を基準にして子午線方向までの角度を真北方向角と定義し、子午線収差と符号が逆になる。したがって、真北方向角は座標軸（X）を基準に測るので原点の東側ではマイナス、西側ではプラスの符号をもつ。